# Kai Verbij
Kai Verbij (Leiderdorp, 25 de septiembre de 1994) es un deportista neerlandés que compite en patinaje de velocidad sobre hielo.
Ganó cinco medallas en el Campeonato Mundial de Patinaje de Velocidad sobre Hielo en Distancia Individual entre los años 2017 y 2021, y cuatro medallas en el Campeonato Mundial de Patinaje de Velocidad sobre Hielo en Distancia Corta entre los años 2016 y 2022.
Además, obtuvo dos medallas de bronce en el Campeonato Europeo de Patinaje de Velocidad sobre Hielo en Distancia Individual, en los años 2020 y 2022, y dos medallas de oro en el Campeonato Europeo de Patinaje de Velocidad sobre Hielo en Distancia Corta, en los años 2017 y 2019.
Participó en los Juegos Olímpicos de Pyeongchang 2018, ocupando el sexto lugar en la prueba de 1000 m.

## Palmarés internacional
| Campeonato Mundial en Distancia Individual | Campeonato Mundial en Distancia Individual | Campeonato Mundial en Distancia Individual | Campeonato Mundial en Distancia Individual |
| Año                                        | Lugar                                      | Medalla                                    | Prueba                                     |
| ------------------------------------------ | ------------------------------------------ | ------------------------------------------ | ------------------------------------------ |
| 2017                                       | Gangneung (Corea del Sur)                  | Medalla de bronce                          | 1000 m                                     |
| 2019                                       | Inzell (Alemania)                          | Medalla de oro                             | 1000 m                                     |
| 2019                                       | Inzell (Alemania)                          | Medalla de oro                             | Velocidad por equipos                      |
| 2020                                       | Salt Lake City (Estados Unidos)            | Medalla de oro                             | Velocidad por equipos                      |
| 2021                                       | Heerenveen (Países Bajos)                  | Medalla de oro                             | 1000 m                                     |
| Campeonato Mundial en Distancia Corta      |                                            |                                            |                                            |
| Año                                        | Lugar                                      | Medalla                                    | Prueba                                     |
| 2016                                       | Seúl (Corea del Sur)                       | Medalla de bronce                          | Clasificación general                      |
| 2017                                       | Calgary (Canadá)                           | Medalla de oro                             | Clasificación general                      |
| 2018                                       | Changchun (China)                          | Medalla de bronce                          | Clasificación general                      |
| 2022                                       | Hamar (Noruega)                            | Medalla de plata                           | Clasificación general                      |
| Campeonato Europeo en Distancia Individual |                                            |                                            |                                            |
| Año                                        | Lugar                                      | Medalla                                    | Prueba                                     |
| 2020                                       | Heerenveen (Países Bajos)                  | Medalla de bronce                          | 1000 m                                     |
| 2022                                       | Heerenveen (Países Bajos)                  | Medalla de oro                             | Velocidad por equipos                      |
| 2022                                       | Heerenveen (Países Bajos)                  | Medalla de bronce                          | 1000 m                                     |
| Campeonato Europeo en Distancia Corta      |                                            |                                            |                                            |
| Año                                        | Lugar                                      | Medalla                                    | Prueba                                     |
| 2017                                       | Heerenveen (Países Bajos)                  | Medalla de oro                             | Clasificación general                      |
| 2019                                       | Collalbo (Italia)                          | Medalla de oro                             | Clasificación general                      |